# ترانچه
ترانچه یکی از روستاهای استان آذربایجان شرقی است که در دهستان ورگهان بخش مرکزی شهرستان اهر واقع شده‌است.این روستا ۲۶ نفر جمعیت دارد.

## آب و هوا
روستا ترانچه دارای آب و هوای معتدل است و در فصل زمستان پوشیده از برف می باشد.